# Polyphlebium venosum
Crepidomanes venosum là một loài thực vật có mạch trong họ Hymenophyllaceae. Loài này được (R. Br.) Copel. miêu tả khoa học đầu tiên năm 1938.